# Unkersdorf

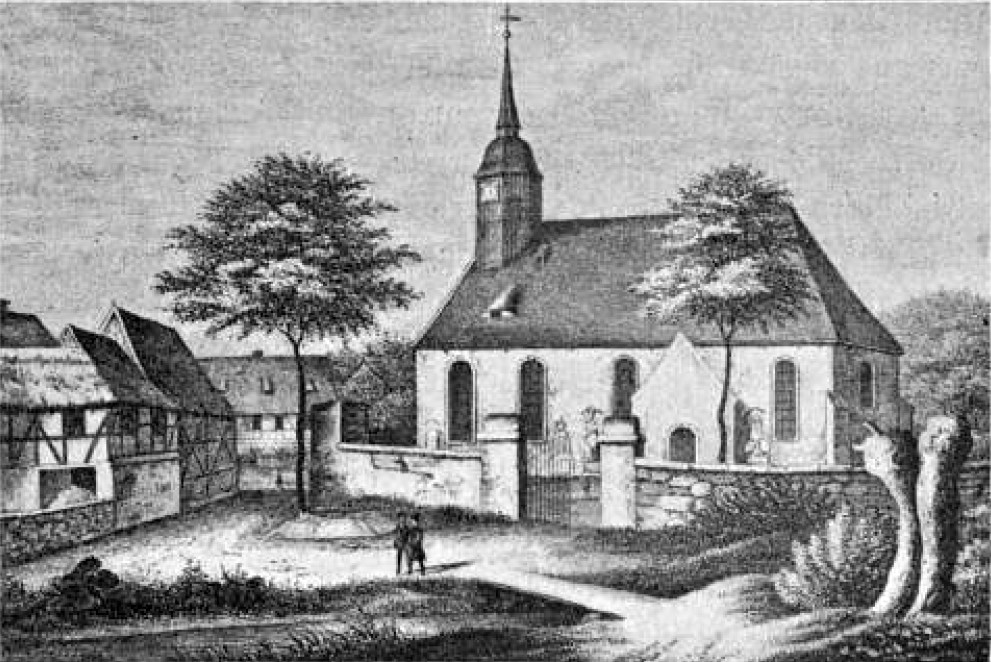
Kirche um 1840

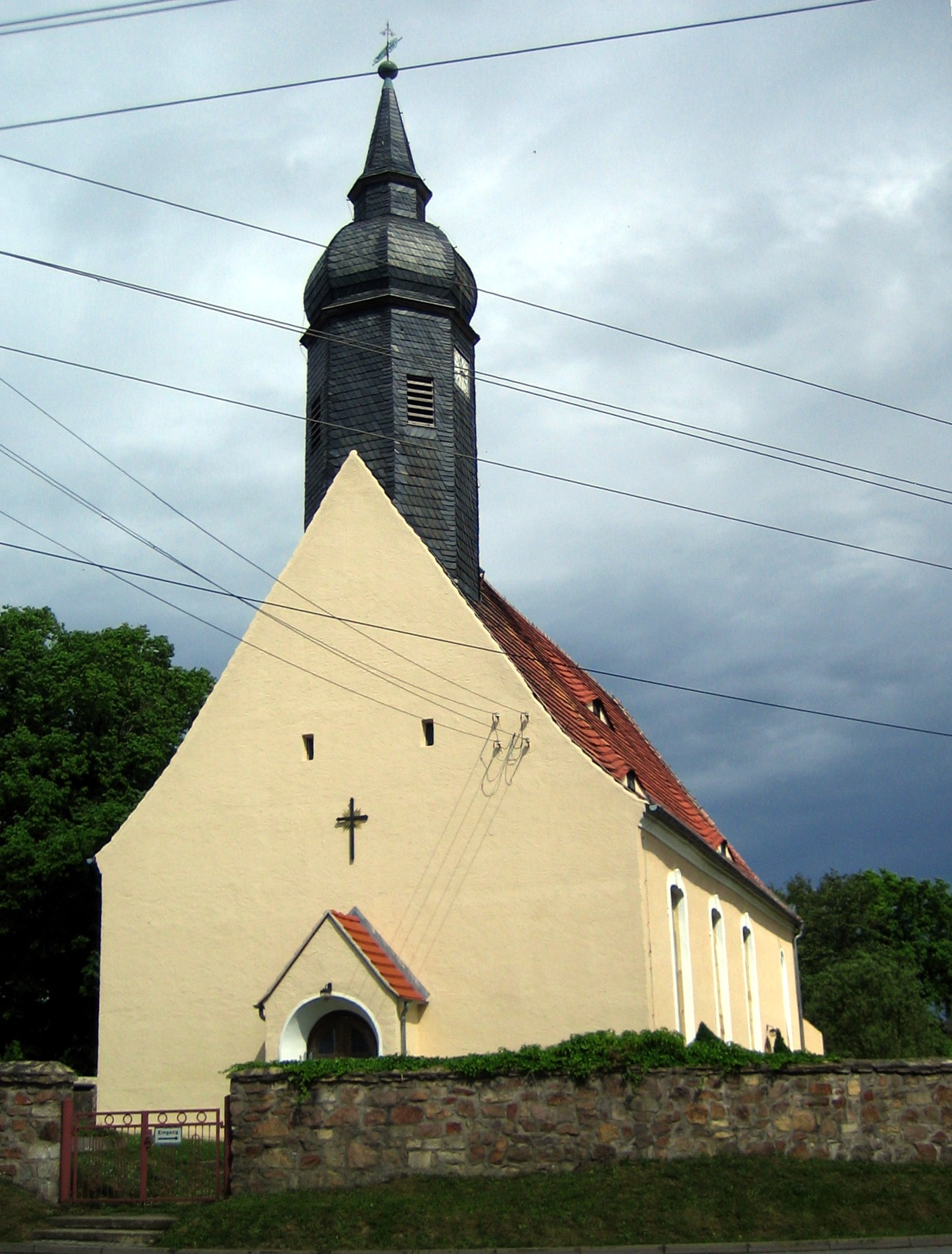
Unkersdorfer Kirche

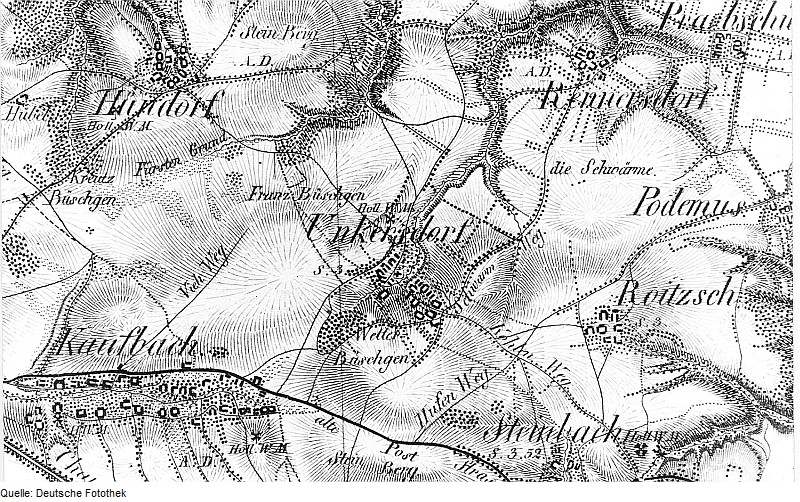
Unkersdorf und seine Nachbardörfer um 1821

Unkersdorf ist der westlichste Ortsteil der sächsischen Landeshauptstadt Dresden und gehört zur Ortschaft Gompitz.  

## Geographie
Unkersdorf wird im Norden von der Bundesautobahn 4 sowie im Osten von der Bundesautobahn 17 begrenzt. Letztere findet unmittelbar nordöstlich des Ortsteiles am Autobahndreieck Dresden-West ihren Anfang.
Höchste Erhebung ist der südlich gelegene, 315 m hohe Steinhübel. Auf ihm wurde 1869 eine Vermessungssäule der Königlich-Sächsischen Triangulation errichtet. Diese steht seit 1999 im Ort.
Im Rahmen des ÖPNV ist Unkersdorf über eine Regionalbuslinie erreichbar, die ihn mit den Ortsteilen Gompitz und Cotta verbindet.

## Geschichte
1760 diente der Ort im Siebenjährigen Krieg dem preußischen König Friedrich II. einige Zeit als Hauptquartier.
In der Zeit des Deutschen Reiches gehörte Unkersdorf zur Amtshauptmannschaft Meißen, ab 1935 dann mit Inkrafttreten der Deutschen Gemeindeordnung zum Landkreis Meißen, in der DDR-Zeit ab 1952 zum Kreis Dresden-Land und von 1996 bis 1999 erneut zum Landkreis Meißen.
Am 1. Juli 1950 wurden in die damals noch selbstständige Gemeinde die benachbarten Orte Roitzsch und Steinbach eingegliedert. 1974 verlor die so vergrößerte Gemeinde mit der Eingemeindung nach Gompitz ihre Eigenständigkeit und wurde mit den anderen Gompitzer Ortsteilen 1999 im Zuge einer Gemeindegebietsreform nach Dresden eingemeindet.
Innerhalb des statistischen Stadtteils Gompitz/Altfranken bildet der Ortsteil den statistischen Bezirk 997 Unkersdorf.

### Entwicklung der Einwohnerzahl
| Jahr               | Einwohner |
| ------------------ | --------- |
| 1. Dezember 1834 ¹ | 188       |
| 1. Dezember 1843 ¹ | 196       |
| 3. Dezember 1846 ¹ | 212       |
| 3. Dezember 1849 ¹ | 210       |
| 3. Dezember 1852 ¹ | 195       |
| 3. Dezember 1855 ¹ | 212       |
| 3. Dezember 1858 ¹ | 213       |
| 3. Dezember 1861 ¹ | 215       |
| 3. Dezember 1864 ¹ | 219       |
| 3. Dezember 1867 ¹ | 223       |

| Jahr               | Einwohner |
| ------------------ | --------- |
| 1. Dezember 1871 ¹ | 202       |
| 1. Dezember 1875 ¹ | 199       |
| 1. Dezember 1880 ¹ | 187       |
| 1. Dezember 1885 ¹ | 203       |
| 1. Dezember 1890 ¹ | 221       |
| 2. Dezember 1895 ¹ | 234       |
| 1. Dezember 1900 ¹ | 231       |
| 1. Dezember 1905 ¹ | 204       |
| 1. Dezember 1910 ¹ | 197       |
| 8. Oktober 1919 ¹  | 199       |

| Jahr                | Einwohner |
| ------------------- | --------- |
| 16. Juni 1925 ¹     | 193       |
| 16. Juni 1933 ¹     | 182       |
| 16. Mai 1939 ¹      | 192       |
| 1. Dezember 1945 ¹  | 204       |
| 31. Dezember 2001 ² | 152       |
| 31. Dezember 2004 ² | 162       |

## Kultur und Sehenswürdigkeiten
Der Ortskern ist bauwerklich durch eine Vielzahl von Bauernhöfen geprägt, die sich hauptsächlich an der alten Hauptstraße, die 2002 in Am Schreiberbach umbenannt wurde, befinden. Somit lässt sich der Ort dem Typus des Straßendorfes zuordnen. Die Dorfkirche stammt aus dem 14. Jahrhundert und wird heute für Gottesdienste und als Veranstaltungsort für kulturelle Ereignisse genutzt.

## Persönlichkeiten
- Gustav Hartwig (1839–1908), Baumeister und Politiker
- Richard Moritz Wahl (1846–1922), Jurist und sächsischer Staatsbeamter